# Punsa
Punsa (lokalt uttal Pundsa) är en by (estniska: küla) i Rõuge kommun i landskapet Võrumaa i sydöstra Estland. Byn ligger vid ån Mustjõgi, direkt öster om småköpingen Varstu.
Före kommunreformen 2017 hörde byn till dåvarande Varstu kommun.